# エドウィン・バーマー
エドウィン・バーマー（Edwin Balmer, 1883年7月26日 - 1959年3月21日）は、アメリカ合衆国のSF作家、推理作家、編集者。
シカゴに生まれる。大学卒業後、新聞記者を経て1927年より長きにわたって雑誌『レッド・ブック』の編集に携わり、同時に幾つかの探偵小説を執筆した。
代表作と言われる『地球最後の日』は、元々はバーマーのアイディアだったが、作品を書き上げる自信がなかったため、フィリップ・ワイリーに共同執筆を依頼した（同作・創元SF文庫版に掲載された解説より）。
新聞記者時代の同僚ウィリアム・マクハーグはバーマーの妹と結婚し、親交を深めた。2人による合作の短編集 "The Achivement of Luther Trant" は1910年に発表された。推理小説へ最初に心理学を応用したものとして、後年エラリー・クイーンは路標的名短編集リスト『クイーンの定員』や評論『黄金の二十』にその名を掲げて賞賛している。